# Tibin (Yako)
Pour les articles homonymes, voir Tibin.
Tibin est une commune rurale située dans le département de Yako de la province du Passoré dans la région Nord au Burkina Faso.

## Santé et éducation
Tibin accueille un centre de santé et de promotion sociale (CSPS) tandis que le centre médical avec antenne chirurgicale (CMA) de la province se trouve à Yako.